# アンドロスタジエノン
アンドロスタジエノン（アンドロスタ-4,16-ジエン-3-オン、Androstadienone）は、16-アンドロステン類に属する内因性ステロイドであり、ヒトにおいて強力なフェロモン様作用を持つと報告されている。
この化合物は、3β-ヒドロキシステロイドデヒドロゲナーゼによってアンドロスタジエノールから生合成され、5α-リダクターゼによりアンドロステノン（より強力で臭気のあるフェロモン）に変換される。さらに、3-ケトステロイドレダクターゼによって3α-アンドロステノールや3β-アンドロステノール（これらも強力なフェロモン）へと変換される。
アンドロスタジエノンはアンドロゲン系の性ホルモンに関連するが、アンドロゲン活性やタンパク同化作用は示さない。異性愛女性および同性愛男性において気分に大きな影響を与えると報告されているが、目立った行動変化は伴わない。一方で、注意力に微細な影響を与える可能性がある。
アンドロスタジエノンは、男性用香水に一般的に使用されており、性的魅力を高めるとされている。ピコグラムレベルで女性被験者の「神経質、緊張、その他のネガティブな感情状態」を有意に減少させる効果が示されている。